# Thomas Woddow
Thomas Woddow (* 3. Juni 1969 in Schwedt/Oder) ist ein ehemaliger deutscher Ruderer, der bis 1990 für die Deutsche Demokratische Republik antrat.
Der 1,94 m große Ruderer vom ASK Vorwärts Rostock siegte bei den Junioren-Weltmeisterschaften 1986 zusammen mit Thomas Winkler im Doppelzweier, 1987 gewannen Karsten Uth, Thomas Woddow, Sven Appel und Wieland Sternberg die Juniorenweltmeisterschaft im Doppelvierer. 1989 und 1990 siegte Woddow mit dem Achter bei den DDR-Rudermeisterschaften. Bei den Weltmeisterschaften 1989 belegte Woddow mit dem DDR-Achter den zweiten Platz hinter dem Deutschland-Achter. Beim letzten Auftritt der DDR-Rudermannschaft 1990 in Tasmanien gewann Woddow mit dem DDR-Achter Weltmeisterschaftsbronze.
Ab 1991 für den ORC Rostock startend belegte Woddow bei den deutschen Rudermeisterschaften 1991 den zweiten Platz im Vierer ohne Steuermann und im Achter. Bei den Olympischen Spielen 1992 in Barcelona ruderten Michael Peter, Thomas Woddow und Steuermann Peter Thiede auf den vierten Platz im Zweier mit Steuermann. 1993 gewannen Peter, Woddow und Thiede den Titel bei den deutschen Meisterschaften, bei den Weltmeisterschaften 1993 erreichten Michael Peter, Thomas Woddow und Steuermann Kuno Hochhuth den dritten Platz.